# Colomba Fofana
Colomba Fofana (né le 11 avril 1977 à Courbevoie) est un athlète français spécialisé dans le triple saut. Il mesure 1,87 m et pèse 81 kg. Il est au club de l'AC Paris Joinville.
Aux Jeux olympiques de Pékin en 2008, il termine 29ème des séries sans atteindre la phase finale [1].
Il est notamment vice-champion de France du triple saut élite en août 2007 à Niort avec un essai à 17,10 m et champion de France en salle en février 2010 à Paris-Bercy avec un triple bond à 17,16 m.

## Records personnels
Meeting de Forbach - Triple saut (17,34 m) 